# Mali i Lunxhërisë
Mali i Lunxhërisë är en ås i Albanien. Den ligger i den södra delen av landet, 140 km söder om huvudstaden Tirana.
Trakten runt Mali i Lunxhërisë består till största delen av jordbruksmark.  Runt Mali i Lunxhërisë är det ganska glesbefolkat, med 47 invånare per kvadratkilometer.